# Terapia occupazionale
La terapia occupazionale (o Ergoterapia) è una disciplina riabilitativa che utilizza la valutazione e il trattamento per sviluppare, recuperare o mantenere le competenze della vita quotidiana e lavorativa delle persone con disabilità cognitive, fisiche, psichiche tramite attività.
Si occupa anche dell'individuazione e dell'eliminazione di barriere ambientali per incrementare l'autonomia e l'indipendenza e la partecipazione alle attività quotidiane, lavorative, sociali. Grazie all'approccio client-centred riesce efficacemente a individuare gli ausili più adatti alla persona nella vita di tutti i giorni e può, inoltre, creare splint e tutori dell'arto superiore su misura modellando diverse tipologie di materiale termoplastico; difatti, il terapista occupazionale e il Fisioterapista sono le uniche due figure a poter diventare terapisti della mano.
Il terapista occupazionale è una figura abilitata tramite laurea specifica che opera nell'ambito della prevenzione e riabilitazione di soggetti affetti da malattie e disordini fisici, cognitivi o psichici, sia con disabilità temporanee o permanenti, utilizzando attività di vita quotidiana, le quali vengono raggruppate nelle tre sfere di cura di sè, produttività e tempo libero.
Il terapista occupazionale opera in ambito sanitario al fine di aumentare l'autonomia e la partecipazione sociale tramite attività di interesse che sono parte della vita quotidiana di una persona. I terapisti occupazionali spesso lavorano a stretto contatto con i professionisti in fisiatria, fisioterapia, logopedia, infermieristica, tecnico della riabilitazione psichiatrica, terapista della neuro e psicomotricità dell'età evolutiva, educatore professionale, assistente sociale, psicologo, medico, neuropsichiatra.

## Storia
Le prime prove dell'utilizzo delle occupazioni come metodo terapeutico si possono trovare nei tempi antichi. Nel 100 a.C., il medico greco Asclepiade di Bitinia trattava i pazienti con una malattia mentale usando umanamente bagni terapeutici, massaggi, esercizio fisico e musica. Più tardi, Celso prescrisse musica, viaggi, conversazione ed esercizio fisico ai suoi pazienti. Tuttavia, nel medioevo l'uso di questi interventi con persone con malattie mentali era raro, se non inesistente.
Nell'Europa del XVIII secolo, rivoluzionari come Philippe Pinel e Johann Christian Reil riformarono il sistema ospedaliero. Invece dell'uso di catene, i loro insegnamenti si basavano sull'uso di attività lavorative e ricreative alla fine del XVIII secolo. Questa era l'era del trattamento morale, sviluppata in Europa durante l'Età dell'Illuminismo, dove risiedono le radici della terapia occupazionale. Sebbene prosperasse in Europa, l'interesse per il movimento di riforma coinvolse gli Stati Uniti solo nel corso del XIX secolo.
Anche il movimento delle arti e dei mestieri che ebbe luogo tra il 1860 e il 1910 ebbe un impatto sulla terapia occupazionale. Negli Stati Uniti, un paese allora recentemente industrializzato, le società artigiane sono emerse contro la monotonia e hanno perso l'autonomia dei lavori di fabbrica. Le arti e l'artigianato venivano usate come mezzo per promuovere l'apprendimento attraverso il fare, fornivano uno sbocco creativo e servivano come modo per evitare la noia durante i lunghi soggiorni in ospedale.
Eleanor Clarke Slagle (1870-1942) è considerata la "madre" della terapia occupazionale. Slagle, una dei membri fondatori della National Society for the Promotion of Occupational Therapy (NSPOT), ha proposto la formazione sulle abitudini come modello primario di terapia occupazionale. Basato sulla filosofia secondo cui l'impegno in routine significative forma il benessere di una persona, la formazione sull'abitudine si è concentrata sulla creazione di struttura ed equilibrio tra lavoro, riposo e tempo libero. Sebbene la formazione abituale sia stata inizialmente sviluppata per trattare le persone con condizioni di salute mentale, i suoi principi di base sono evidenti nei moderni modelli di trattamento che vengono utilizzati in una vasta gamma di pazienti.
Nel 1915 Slagle aprì il primo programma di formazione in terapia occupazionale, la Henry B. Favill School of Occupations, alla Hull House di Chicago. Slagle ha continuato a servire sia come presidente che come segretario dell'AOTA. Nel 1954, AOTA ha creato il premio Lectureship Eleanor Clarke Slagle in suo onore. Ogni anno, questo premio riconosce un membro dell'AOTA “che ha contribuito in modo creativo allo sviluppo del corpus di conoscenze della professione attraverso la ricerca, l'educazione o la pratica clinica.

### Sviluppo in una professione sanitaria
La professione sanitaria della terapia occupazionale è stata concepita nei primi anni del 1910 come riflesso dell'era progressista. I primi professionisti hanno unito ideali molto apprezzati, come avere una forte etica del lavoro e l'importanza di creare con le proprie mani principi scientifici e medici. La National Society for the Promotion of Occupational Therapy (NSPOT), ora chiamata American Occupational Therapy Association (AOTA), è stata fondata nel 1917 e la professione di terapia occupazionale è stata ufficialmente nominata nel 1921. William Rush Dunton, uno dei fondatori di NSPOT, ha lottato con "l'ingombro del termine terapia occupazionale", in quanto privo della "precisione di significato posseduta da termini scientifici". Altri titoli come "cura del lavoro", "ergoterapia" (ergo essendo la radice greca del "lavoro") e "occupazioni creative" sono stati discussi come sostituti, ma alla fine nessuno possedeva il significato ampio che la pratica della terapia occupazionale richiesto per catturare le molte forme di trattamento esistenti sin dall'inizio.

## Oggetto di studio
Il terapista occupazionale ha come obiettivo la performance occupazionale, ovvero la capacità della persona di partecipare alle attività della vita quotidiana che deve o vuole compiere. La performance occupazionale è il risultato delle interazioni tra le componenti della persona - ambiente - occupazione e viene definita come l’esperienza di una persona, impegnata in attività significative all’interno di un ambiente. Una persona può agire competentemente se è in grado di assolvere tutte le richieste di un compito, di adempiere alle richieste che provengono dall’ambiente circostante e di interagire e reagire con l’aiuto di abilità e strategie adeguate, apprese in ogni situazione.
Definizione di “occupazione”: insieme delle attività significative per un individuo nel proprio contesto culturale, adeguate all’età e alle scelte, organizzate e svolte da ogni persona per provvedere a sé stessa, provare gioia nel vivere e contribuire alla comunità. L’occupazione è il raggruppamento delle attività significative in cui una persona si impegna nella vita per soddisfare i propri bisogni, per la propria sopravvivenza, per esprimersi e realizzarsi nel proprio contesto ambientale e nei propri ruoli. Le attività che fanno tipicamente parte della vita quotidiana vengono suddivise in diverse aree dell’occupazione:
- Attività del vivere quotidiano (ADL): attività mirate alla cura personale del corpo. Queste attività sono fondamentali per vivere in un mondo sociale: assicurano la sopravvivenza di base e il benessere[9]. Alimentarsi, igiene al lavandino (faccia, mani, denti, capelli), fare il bagno, fare la doccia, utilizzo WC e igiene perineale, vestirsi, camminare e spostarsi, mangiare/deglutire, manutenzione di dispositivi personali (compresi ausili), attività sessuale, riposo…
- Attività strumentali del vivere quotidiano (IADL): attività che supportano la vita quotidiana all’interno della casa e della comunità che spesso richiedono interazioni più complesse. Gestione del telefono e dei dispositivi, cura della casa, educazione dei figli, fare acquisti e pagamenti, gestione delle finanze, guida e mobilità all’esterno, prendersi cura di altre persone, prendersi cura degli animali, partecipazione ad attività religiose e/o spirituali[10].
- Produttività: include le attività necessarie per svolgere un lavoro remunerato, un'attività di volontariato, nelle quali la persona ricopra un ruolo[11] o attività produttive che forniscono un contributo al tessuto economico e sociale della società (es. impiego lavorativo, faccende domestiche, preparazione ed adattamento alla pensione, volontariato, studio, attività scolastiche e istruzione, aggiornamento, etc…)[12]. In età evolutiva questo ambito può comprendere, oltre che le attività scolastiche, anche il gioco.
- Tempo libero: attività non obbligatorie motivate dagli interessi personali dell'individuo e svolte durante il tempo libero, ovvero il tempo non dedicato a occupazioni obbligatorie o produttive[13]. Attività di svago e hobby, gioco, sport, bricolage e fai da te, attività artigianali, giardinaggio, musica…
- Partecipazione sociale: schemi di comportamento strutturati tipici che ci si aspetta da un individuo o da una data posizione all'interno di un sistema sociale[11]. Le attività di gruppo, aggregazione, frequentazione interpersonale che richiedono interazione, collaborazione, dialogo o scambio.

## Aree d'intervento
Il ruolo del terapista occupazionale permette di lavorare in molti contesti differenti. Ad esempio, il trattamento di acuti per la salute fisica o mentale avviene negli ospedali, sub - acuti nei servizi di assistenza, ma anche ambulatori e ambienti comunitari. I principali ambiti in cui è applicata sono:
- Neurologia: i terapisti occupazionali si occupano di incrementare l'autonomia in attività significative per la persona, appartenenti alla sfera di via quotidiana, ad esempio in attività di cucina, igiene, gestione della casa, ludiche.
- Ortopedia e Reumatologia: riabilitare la persona in seguito a fratture, lesioni ai tendini ed ai nervi, amputazioni, malattie reumatiche e altre patologie che riguardano soprattutto l'arto superiore.
- Geriatria: si occupa di persone anziane affette da patologie d'origine neurologiche (Alzheimer, Parkinson, demenza) e dell'educazione dei loro caregiver.
- Psichiatria: con persone affette da disturbi psichici (schizofrenia, autismo, disturbi bipolari, ecc…).
- Pediatria: lavorando con bambini, adolescenti e le loro famiglie, aiutandoli a costruire competenze che consentano loro di partecipare alle occupazioni significative. Trattano anche i bisogni psicosociali dei bambini e dei giovani per consentire loro di partecipare a eventi di vita significativi. Queste occupazioni possono includere: normale crescita e sviluppo, alimentazione, gioco, abilità sociali e istruzione.
- Lesioni midollari
- Accessibilità e ausili: analizzando attentamente le necessità del paziente, il terapista occupazionale è in grado di consigliare le modifiche migliori da apportare all'ambiente di casa o di lavoro, al fine di facilitarne l'utilizzo. Inoltre, non soffermandosi solamente sugli aspetti fisici, può valutare l'ausilio più appropriato tramite una visione globale della persona. [14]

## Metodologia d'intervento

### Evidence Based Practice (EBP)
Il percorso di terapia occupazionale si fonda sulla pratica basata sull’evidenza (Evidence-Based-Practice). L’EBP viene definita come “L'uso coscienzioso, esplicito e giudizioso della migliore evidenza disponibile nel prendere decisioni riguardo alla cura” La pratica basata sulle evidenze è l'integrazione di:
- Esperienza clinica;
- Migliore evidenza disponibile (sia di tipo qualitativo che quantitativo);
- Preferenze e obiettivi della persona.

### Centrato sulla persona
L’intervento di terapia occupazionale viene definito "centrato sulla persona" ma, diversamente dalla terapia non direttiva, non è focalizzato sulla realizzazione di un equilibrio tra accettazione di stimoli esterni e autorealizzazione, bensì sulla tutela e il sostegno, basandosi su “un approccio collaborativo che mira ad abilitare all’occupazione.
I terapisti occupazionali dimostrano rispetto, sostegno, riconoscono le esperienze e il sapere”, facilitano l'autonomia decisionale, forniscono informazioni, conforto fisico, supporto emotivo e di problem solving, offrono prestazioni flessibili e individualizzate, aiutano nelle relazioni PAO (persona-ambiente-occupazione).
Riconoscere la centralità della persona implica la consapevolezza che il repertorio occupazionale della persona è unico per quell'individuo, così come lo sono l’importanza e il significato che egli associa alle sue occupazioni, attuando un'alleanza terapeutica basata sull'aiuto nelle performance funzionali e nell'adempimento dei ruoli occupazionali in una varietà di ambienti.

### Basato e focalizzato sull'occupazione
Lo strumento specifico di cui si avvale il terapista occupazionale è costituito dalle occupazioni legate alla cura personale, alla produttività e al tempo libero. Il terapista occupazionale utilizza queste occupazioni per migliorare le abilità, il benessere, la salute e l’inclusione della persona: le occupazioni sono valutate, e graduate per rispondere ai bisogni e ai desideri di vita della persona.
L’obiettivo immediato dell’intervento è il cambiamento della qualità della performance.
Le occupazioni devono essere per la persona importanti e significative, fare riferimento alle abitudini personali, essere svolte all’interno di un ambiente consono e familiare, favorire l’impegno e fornire il giusto grado di sfida per la persona.

## Modelli di terapia occupazionale
Nella clinica i terapisti occupazionali possono utilizzare diversi modelli teorici che guidano la loro pratica professionale. Tutti i modelli di Terapia Occupazionale ruotano intorno ai concetti di persona - ambiente – occupazione, pur definendo e descrivendo in modo diverso queste tre componenti in base ai fondamenti teorici, ai presupposti della performance occupazionale e al pensiero clinico che deriva dal modello stesso.
In letteratura vengono segnalati diversi modelli che sono disponibili al Terapista Occupazionale, per la diversa cultura della nazione in cui si è sviluppato il modello, la metodologia di lavoro dei professionisti coinvolti e l’approccio utilizzato riguardo alle patologie che influenza il metodo e al valore dato alle componenti della performance occupazionale. 
I modelli utilizzati sono:
- Sensory Integration, 1972, Ayres A.J., USA[17][18];
- Model of Human Occupation (MOHO), 1980, Kielhofner G., USA[19];
- The Person Environment Occupation Performance model (PEOP), 1985, Baum C.M. & Christiansen C., USA[20];
- Occupational Performance Model (OPM), 1986, Chapparo C. &Ranka J., Australia;
- The Human Occupation Model (HOM), 1992, Reed K.L. & Sanderson S.N., USA;
- The Person Environment Occupation model (PEO), 1996, Law M., Cooper B., Strong S., Stewart D., Rigby P. & Letts L., Canada[21];
- The Canadian Model of Occupational Performance (CMOP), 1997, Canadian Association of Occupational Therapists (CAOT), Canada[22];
- Modello Gentlecare, 1999, Jones M., Canada;
- Kawa River Modell, 2006, Iwama M., Canada[23];
- Occupational Performance Process Model (OPPM), 1997, Fearing G., Law M. & Clark J., Canada[24];
- Competent Occupational Performance in the Environment (COPE), 2000, Hagedorn R., UK;
- Modello Vivaio (MOVI), 2005, Cunningham Piergrossi J., Gilbertoni De Sena C. &Deverdier E., Italia;
- Occupational Therapy Intervention Process Model (OTIPM), 2009, Fisher A.G., USA[25].

## Fasi d'intervento

### Valutazione
“Una valutazione di TO di qualità include un’intervista di TO minuziosa e un’osservazione accurata della performance occupazionale: omettere una o l’altra (o entrambe) non è né saggio né etico.”.
La fase della valutazione inizia con la raccolta di informazioni tramite un’intervista strutturata o semi-strutturata (es. COPM, OPHI II) per l’identificazione del cliente, dei suoi bisogni, delle sue risorse e difficoltà riguardo alla performance nelle aree occupazionali (attività del vivere quotidiano, strumentali, lavoro, tempo libero, partecipazione sociale). Si tratta di identificare i problemi nella performance occupazionale percepiti dal cliente, le occupazioni che ha bisogno di fare, che lo impegnano e lo coinvolgono. In seguito, attraverso un’osservazione diretta, il terapista occupazionale analizza la performance occupazionale del cliente per rilevare capacità della persona e caratteristiche dell'ambiente e dell'occupazione. Il terapista ha a disposizione specifiche valutazioni standardizzate (AMPS, SPQR, SCIIM, A-ONE...) che permettono un'osservazione della persona nell'attività nel contesto reale, per individuare e misurare i fattori che supportano o ostacolano la performance occupazionale anche in ambienti extra ambulatoriali (domicilio, la scuola o il posto di lavoro, la comunità…) L’obiettivo finale della valutazione è identificare il livello di performance occupazionale della persona in relazione all’occupazione e all’ambiente.

### Obiettivi
Gli obiettivi si riferiscono alle occupazioni: migliorare la performance, raggiungere livelli di autonomia e partecipazione, essere soddisfatto dei propri ruoli e della propria qualità di vita, mantenere il proprio benessere e salute, l'inclusione sociale, fornire assistenza in maniera sicura, garantire l'ergonomia degli ambienti e degli strumenti. Il raggiungimento degli obiettivi non può prescindere dal coinvolgimento del cliente e del suo contesto familiare. Gli obiettivi devono rispondere ai criteri di essere specifici, misurabili, condivisi, realistici e temporalmente definiti.

### Intervento
Nell’utilizzo delle attività come mezzo e fine terapeutico, la terapia occupazionale si avvale di diversi approcci:
- Acquisizione: la finalità è esercitare la persona a svolgere l’occupazione in una maniera che sia tipica per persone della stessa età, sesso e gruppo culturale, recuperando le abilità perse o sviluppandone delle nuove;
- Recupero: mira al recupero delle funzioni fisiche, cognitive, emozionali andate perse;
- Compensativo: attraverso modalità alternative di svolgere l’attività, modifiche ambientali, attrezzatura adattata, tecnologie ed ausili permette alla persona di svolgere una performance più efficace;
- Pedagogico: per informare ed educare familiari, caregivers o gruppi ampi di utenti riguardo alle problematiche relative allo svolgimento delle performance occupazionali.

### Verifica
Il terapista oltre ai progressi del cliente, verifica e rivaluta continuamente il piano d’intervento per riflettere sui passi successivi da intraprendere, oppure anche ad una modificazione del piano, oppure ad un’interruzione se l’intervento risultasse inefficace. A conclusione dell’intervento, sia questo interrotto, modificato o abbia raggiunto gli obiettivi prefissati, il terapista occupazionale ricorre agli stessi strumenti usati nella fase di valutazione per ottenere i dati che permettono il confronto della situazione di partenza e quella raggiunta.

## Formazione professionale
In Italia, la formazione del terapista occupazionale spetta alle università; il percorso accademico prevede una laurea di primo livello direttamente abilitante, e una laurea magistrale di secondo livello conseguibile da tutti coloro che appartengono alla classe della riabilitazione e che permette di acquisire competenze relative al coordinamento, alla didattica e alla ricerca clinica.
In Italia sono presenti 4 corsi universitari riconosciuti dalla WFOT (World Federation of Occupational Therapists): due offerti dall'Università degli Studi di Roma "La Sapienza", uno dall'Università degli Studi di Milano, e uno dall'Università degli Studi "Gabriele d'Annunzio" (aggiornato 2024).

## Quadro normativo
La figura professionale del terapista occupazionale è stata regolamentata con il Decreto Ministeriale del 17 gennaio 1997, n. 136 
"Regolamento concernente l'individuazione della figura e relativo profilo professionale del terapista occupazionale" pubblicato nella Gazzetta Ufficiale il 24 maggio 1997, n. 119.